# Charlottesville
Charlottesville is een stad in de Amerikaanse staat Virginia. De stad werd gesticht in 1762 en is vernoemd naar prinses Sophia Charlotte van Mecklenburg-Strelitz, echtgenote van koning George III van Engeland.
De stad ligt midden in Albemarle County, waarvan het geen deel uitmaakt. In 2019 werd het inwonersaantal geschat op 47.266. Het is de county seat van Albemarle County, alhoewel de twee gebieden gescheiden legale bevoegdheden hebben. Het Bureau of Economic Analysis voegde de stad Charlottesville met Albemarle County voor statistische 
doelstellingen samen. Daarmee kwam het totale inwonertal in 2004 op 118.398.
In hun boek Cities Ranked and Rated rangschikten Bert Sperling en Peter Sander Charlottesville tot de beste plaats in de VS om te wonen en te leven. Daarbij rangschikten zij steden op levensjaren, klimaat en levenskwaliteit. Charlottesville is het beste bekend als de thuisbasis van de Universiteit van Virginia, die zich ten westen van het centrum bevindt en door Thomas Jefferson gesticht werd.
Nabij de stad ligt de door Jefferson ontworpen buitenplaats Monticello met vele duizenden bezoekers elk jaar.

## Unite the Right rally
Charlottesville kwam in augustus 2017 in het nieuws vanwege de Unite the Right rally. Tijdens deze demonstratie van rechtsextremistische groeperingen viel een dode en waren er negentien gewonden. De dader werd al snel gearresteerd.

## Plaatsen in de nabije omgeving
De onderstaande figuur toont nabijgelegen plaatsen in een straal van 32 km rond Charlottesville.

## Geboren
- Willard Huntington Wright (1888-1939), kunstcriticus en schrijver
- Tommy Boyce (1939-1994), songwriter en zanger (Boyce & Hart)
- Richard Burr (1955), senator voor North Carolina
- Billy Campbell (1959), acteur
- Bonita Friedericy (1961), actrice
- Rob Lowe (1964), acteur
- Lauren Perdue (1991), zwemster